# Echinops transcaspicus
Echinops transcaspicus là một loài thực vật có hoa trong họ Cúc. Loài này được Bornm mô tả khoa học đầu tiên năm 1918.